# Ortezzano
Ortezzano là một đô thị tại tỉnh Ascoli Piceno ở vùng Marche, cách khoảng 70 km về phía nam của Ancona và khoảng 20 km về phía bắc của Ascoli Piceno. Đến thời điểm ngày 31 tháng 12 năm 2004, đô thị này có dân số là 834 người và diện tích là 7 km².
Ortezzano giáp các đô thị: Carassai, Montalto delle Marche, Monte Rinaldo, Monte Vidon Combatte, Montottone.